# Дільхан Шешен
Дільхан Шешен (тур. Dilhan Şeşen) (нар. 7 січня 1998 р, Стамбул) — турецька співачка та авторка пісень. Донька Бурхана Шешена, засновника фолк-рок гурту Ґюндогаркен, племінниця музиканта Ільхана Шешена. Дільхан брала участь у спільних проєктах із Туною Кіремітчі, Бірканом Насухоглу та з Moawk. Перший альбом «Kumdan İnşa Putlarla» («З піщаними ідолами») було випущено в 2023 році.

## Дискографія

### Альбоми
- Kumdan İnşa Putlarla (З піщаними ідолами), 2023 р.

### Сингли
- Sıcaklardandır («Через спеку») (альбом «Hediye», «Подарунок» Ільхана Шешена) (2018 р.)
- Acıtır Yara («Болить рана») (2019 р.)
- Ne Varsa Halimde («У будь-якому стані») (спільно з Бірканом Насухоглу) (2019 р.)
- Neresi Olmalı («Де бути слід») (спільно із Туною Кіремітчі) (2019 р.)
- New Boundaries («Нові межі») (спільно із Moawk) (2020 р.)
- Teninle Konuşmak («Розмовляти з твоєю шкірою») (40 Yıllık Şarkılar, «Пісні чотирьох десятиліть») (2020 р.)
- K a ç t ı m («Я втекла») (2020 р.)
- İsimsiz Çocuklar Ülkesi («Країна безіменних дітей») (2021 р.)
- Temas («Дотик») (2021 р.)
- Olta («Вудка») (2022 р.)

1. ↑  Bahçekapılı, Alper (14 Nisan 2023). “Herkes aynı şeyi, sevgiyi arıyor”. Gazete Oksijen (tr-TR) . Архів оригіналу за 31 Mart 2024. Процитовано 31 Mart 2024. {{cite news}}: Недійсний |dead-url=hayır (довідка)
2. ↑  Tuna Kiremitçi’den yeni albüm. Cumhuriyet (Türkçe) . 5 Mart 2019. Архів оригіналу за 31 Mart 2024. Процитовано 31 Mart 2024. {{cite news}}: Недійсний |dead-url=hayır (довідка)
3. ↑  Dilhan Şeşen'in albümü yayında. Habertürk (Türkçe) . Архів оригіналу за 31 Mart 2024. Процитовано 31 Mart 2024. {{cite news}}: Недійсний |dead-url=hayır (довідка)